# 二行八門制
二行八門制（にこうはちもんせい/にぎょうはちもんせい）は、古代の都城における条坊制に見られた地割制度。
条坊制においては最小単位である「町」（一辺が40丈＝120mの正方形街区）を東西2つ・南北8つの16分割して宅地としての最小区画とした。従って、1区画は東西20丈（約60m）・南北5丈（約15m）となる。
藤原京では「町」を4分割であったと推定され、二行八門制は平城京で導入された制度であるが、だが宅地の最小区画としては広すぎたために奈良時代末期になると32分割されるケースも現れた。その影響を受けて平安京では四行八門制を導入して町を東西4つ南北8つの32分割することになった。